# سيدي داود (المرسى)

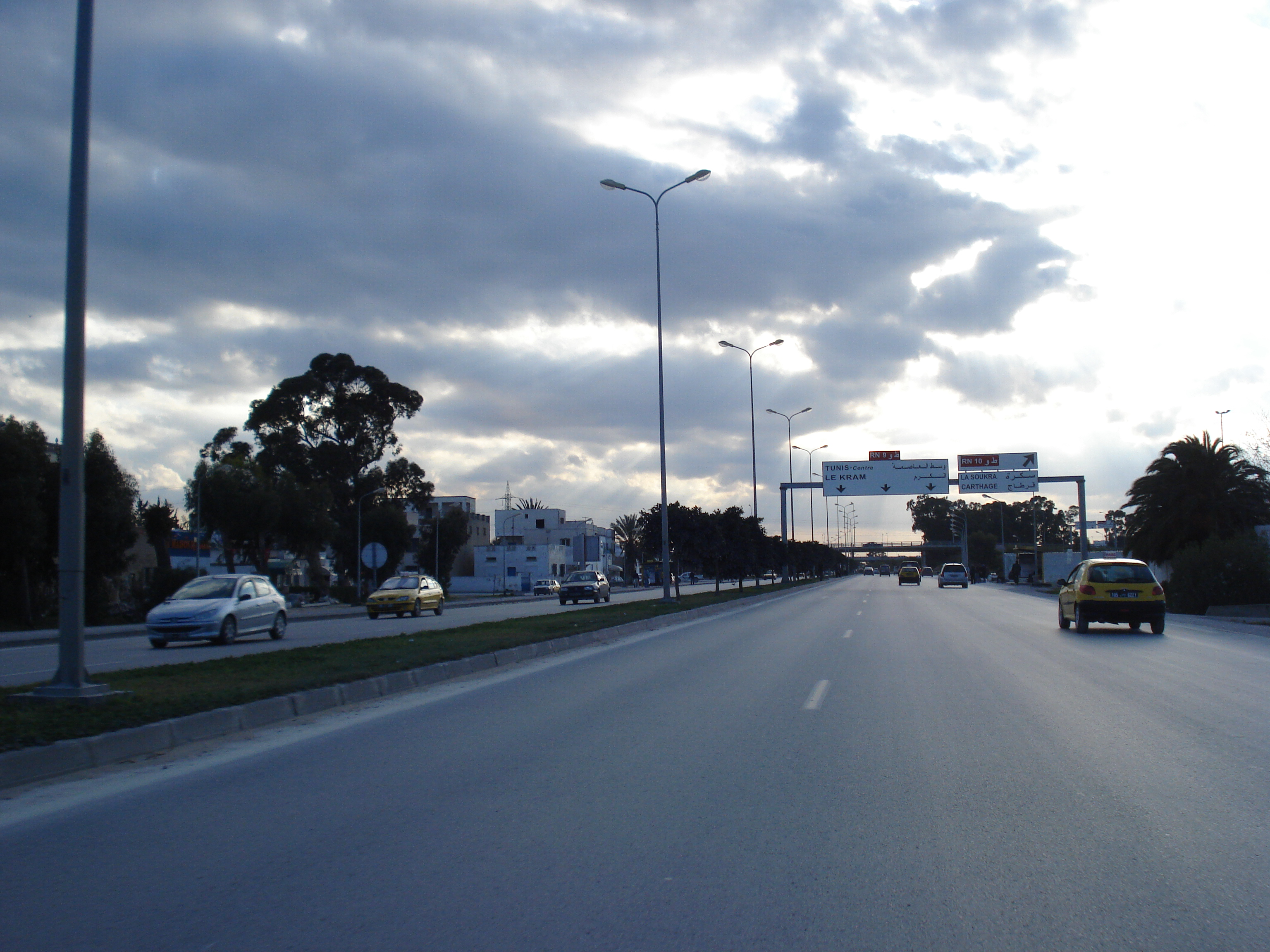
الطريق الوطنية رقم 9 على مستوى بلدة سيدي داود (على يسار الصورة)

سيدي داود بلدة تونسية تقع بولاية تونس، قرب مدينة المرسى.

## التقسيم الإداري
سيدي داود دائرة تابعة لبلدية المرسى احدثت يوم 31 أكتوبر 1981. تضم الدائرة أيضا منطقة البحر الازرق.
تترأس الدائرة شاذليـة سيريـن الجوينـي.

## الموقع
تمسح دائرة سيدي داود (باحتساب منطقة البحر الازرق) 871,6797 هكتار ويحدها من الشمال دائرة مرسى المدينة وسبخة أريانة ومن الجنوب بلدية قرطاج ومن الشرق دائرة حي الرياض ودائرة المرسى المدينة وغربا بلديتي سكرة والكرم.

## السكان
يبلغ عدد سكان الدائرة البلدية حوالي 40000 ساكن.